# 509
Évszázadok: 5. század – 6. század – 7. század
Évtizedek: 450-es évek – 460-as évek – 470-es évek – 480-as évek – 490-es évek – 500-as évek – 510-es évek – 520-as évek – 530-as évek – 540-es évek – 550-es évek
Évek: 504 – 505 – 506 – 507 –  508 – 509 – 510 – 511 – 512 – 513 – 514

## Események

### Európa
- Sánta Sigobertet, a rajnai frankok királyát a saját fia, Chlodoric meggyilkoltatja (Chlodwig frank király felbujtására). Chlodoric ezután szövetséget ajánl Chlodwignak és felajánlja neki megörökölt királyságának kincseit. Chlodwig követei állítólag megkérik, hogy dugja be kezeit az aranypénzek közé, amilyen mélyre csak tudja, majd amikor megteszi, meggyilkolják őt. Chlodwig ezután bejelenti a rajnai frankoknak az apagyilkos halálát és maga veszi át a kormányzásukat. Chlodwig hatalmas birodalmat épített ki, amely a Pireneusoktól a Rajnáig, keleten Bajorországig terjed.
- Ibba, Theoderic osztrogót király hadvezére visszafoglalja Narbonne-t a frankoktól a vizigótok számára.

## Születések
- Kinmei, japán császár

## Halálozások
- Sigobert, a rajnai frankok királya
- Chlodoric, a rajnai frankok királya

## Fordítás
- Ez a szócikk részben vagy egészben  a(z)   509 című angol Wikipédia-szócikk ezen változatának fordításán alapul.  Az eredeti cikk szerkesztőit annak laptörténete sorolja fel. Ez a jelzés csupán a megfogalmazás eredetét és a szerzői jogokat jelzi, nem szolgál a cikkben szereplő információk forrásmegjelöléseként.